# SoftBank 931P
SoftBank 931P（ソフトバンク きゅう さん いち ピー）は、パナソニック モバイルコミュニケーションズによって開発された、ソフトバンクモバイルの第三世代携帯電話 (SoftBank 3G・W-CDMA方式) 端末である。

## 特徴
2009年夏モデルとして登場した、ソフトバンクモバイル向け4代目VIERAケータイ。
docomo向けのP-07Aとは兄弟機であるため仕様が似ており、背面に2.0インチでワイドQVGAの大型サブディスプレイを搭載している。このサブディスプレイでは、メールを読んだり、撮影した動画などを再生する事ができる。
また、メインカメラには、約811万画素CMOSカメラを搭載。ソフトバンク向けVIERAケータイでは920P以来のLEDフラッシュや新たにLUMIXに搭載されている自動シーン認識（おまかせiA）に対応している。また、前述のサブディスプレイを撮影時のファインダーとして利用し、端末を閉じたままで撮影する事ができる。
ワンセグ関連では、表示コントラストが10000：1に向上したほか、「モバイルWスピード」による表示が、60fpsに向上している。
またP-07Aと同様に9xxPシリーズVIERAケータイとしては平型イヤホンジャックが廃止され、充電・通信コネクタ（外部接続端子）に接続するアダプタが必要となった

## 主な機能・サービス
| 主な対応サービス         | 主な対応サービス       | 主な対応サービス                      | 主な対応サービス |
| ------------------------ | ---------------------- | ------------------------------------- | ---------------- |
| S!一斉トーク             | S!ともだち状況         | Yahoo!mocoa                           |                  |
| S!ループ                 | S!タウン               | S!速報ニュース                        |                  |
| PCサイトブラウザ         | 電子コミック           | S!アプリ(メガアプリ、 リアル3Dゲーム) |                  |
| 着うたフル/着うた        | デコレメール           | S!電話帳バックアップ                  |                  |
| S!FeliCa                 | ミュージックプレイヤー | S!GPSナビ                             |                  |
| コンテンツおすすめメール | TVコール               | 国際ローミング                        |                  |
| ワンセグ                 | 3G ハイスピード        | S!おなじみ操作                        |                  |

## 歴史
- 2009年5月19日 - ソフトバンクモバイルより発表。
- 2009年7月3日 - 発売開始。

## 不具合
- 2010年3月31日以下の不具合を修正するソフトウェアの更新がなされた。
  - 海外（GSMエリア）でエリア内にも関わらず圏外状態のままとなる場合がある。
- 2010年8月5日以下の不具合を修正するソフトウェアの更新がなされた。
  - モバイルSuicaアプリが起動できない場合がある
- 2012年3月27日に以下の不具合を修正するソフトウェアの更新がなされた。
  - ネットワークの状況などにより、コンテンツのダウンロードに失敗してしまう場合がある。